# Zygmunt Waliszewski
Zygmunt Waliszewski (n. 1 decembrie 1897, Sankt Petersburg - d. 5 octombrie 1936, Cracovia) a fost un pictor polonez, un membru al mișcării Kapiste.

## Biografie
Waliszewski s-a născut în familia unui inginer polonez din Sankt Petersburg. Părinții săi s-au mutat în anul 1907 în orașul Tbilisi, unde, Waliszewski și-a petrecut copilăria. Studiile le-a făcut în acest oraș la o școală de prestigiu. Prima sa expoziție a avut-o în anul 1908, moment din care Zygmund a început să participe activ la viața artistică de avangardă. În timpul primului război mondial a luptat în armata rusă, revenind la Tbilisi după război, în anul 1917. Prin desele vizite pe care le-a efectuat în capitala Rusiei, Moscova, Waliszewski s-a insipirat de la futuriștii ruși, fapt care l-a determinat mai târziu să intre într-un astfel de grup ideologic. La începutul anilor 1920 se stabilește la Cracovia unde, urmează cursurile Academiei de Arte Frumoase Jan Matejko, în perioada 1921 - 1924, sub directa îndrumare a lui Wojciech Weiss și Józef Pankiewicz. Pleacă la Paris în anul 1924, împreună cu grupul său de avangardă, și-și continuă studiile secondat de Pankiewicz. Waliszewski a participat la atelierele de pictură în „plein - air” a Kapistilor din Cagnes, Valence, Cap Martin, și Avignon. La Luvru a pictat copii ale lui Tițian, Paolo Veronese, Velázquez, Vermeer, Goya, și Delacroix. Waliszewski s-a declarat fascinat de arta lui Paul Cézanne, Van Gogh, și Henri Matisse.
Waliszewski a pictat în primul rând portrete, compoziții figurative și peisaje din zona rurală. El a murit brusc în 1936.

## Galerie imagini

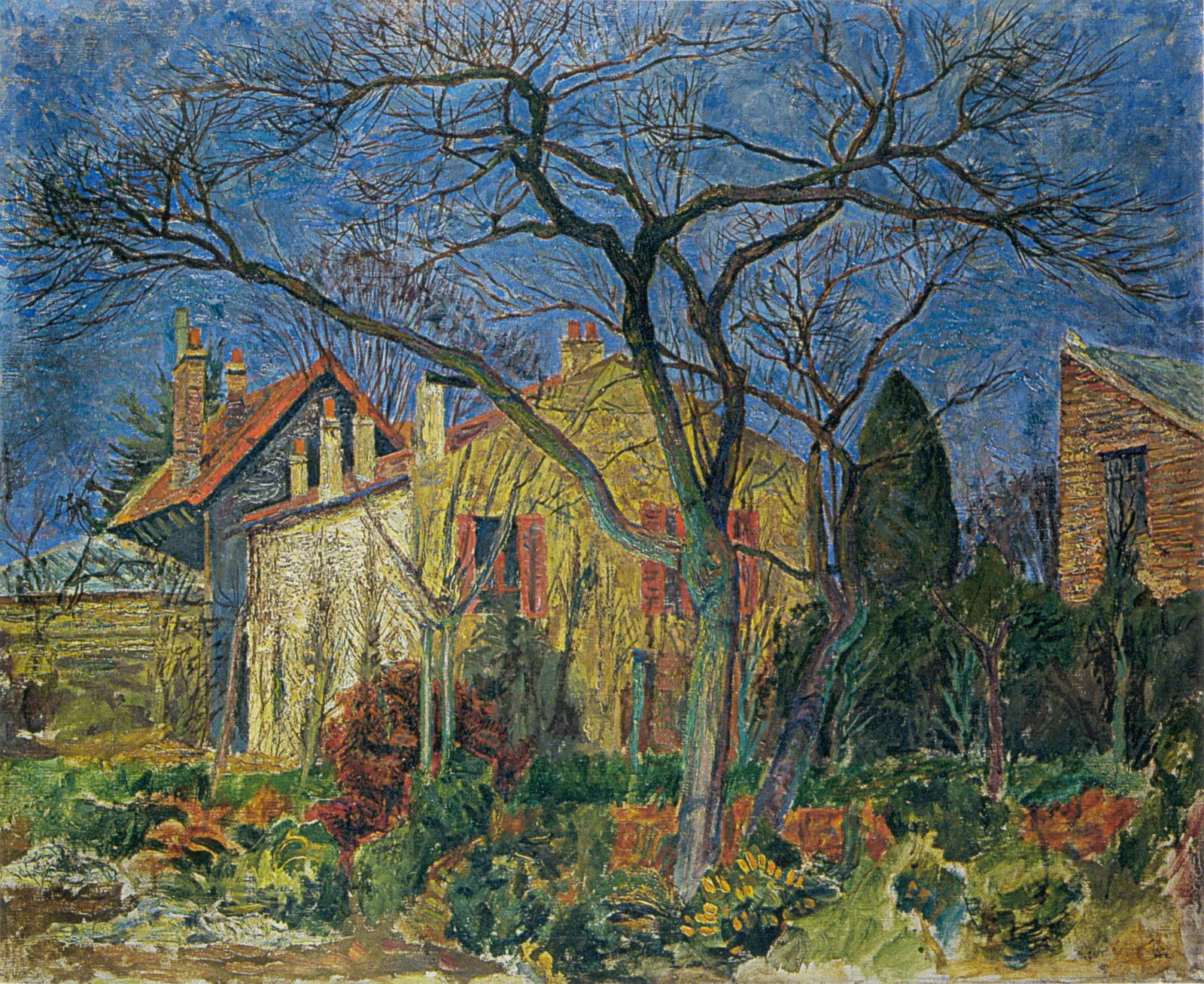
„Peisaj din Meaux”, 1929
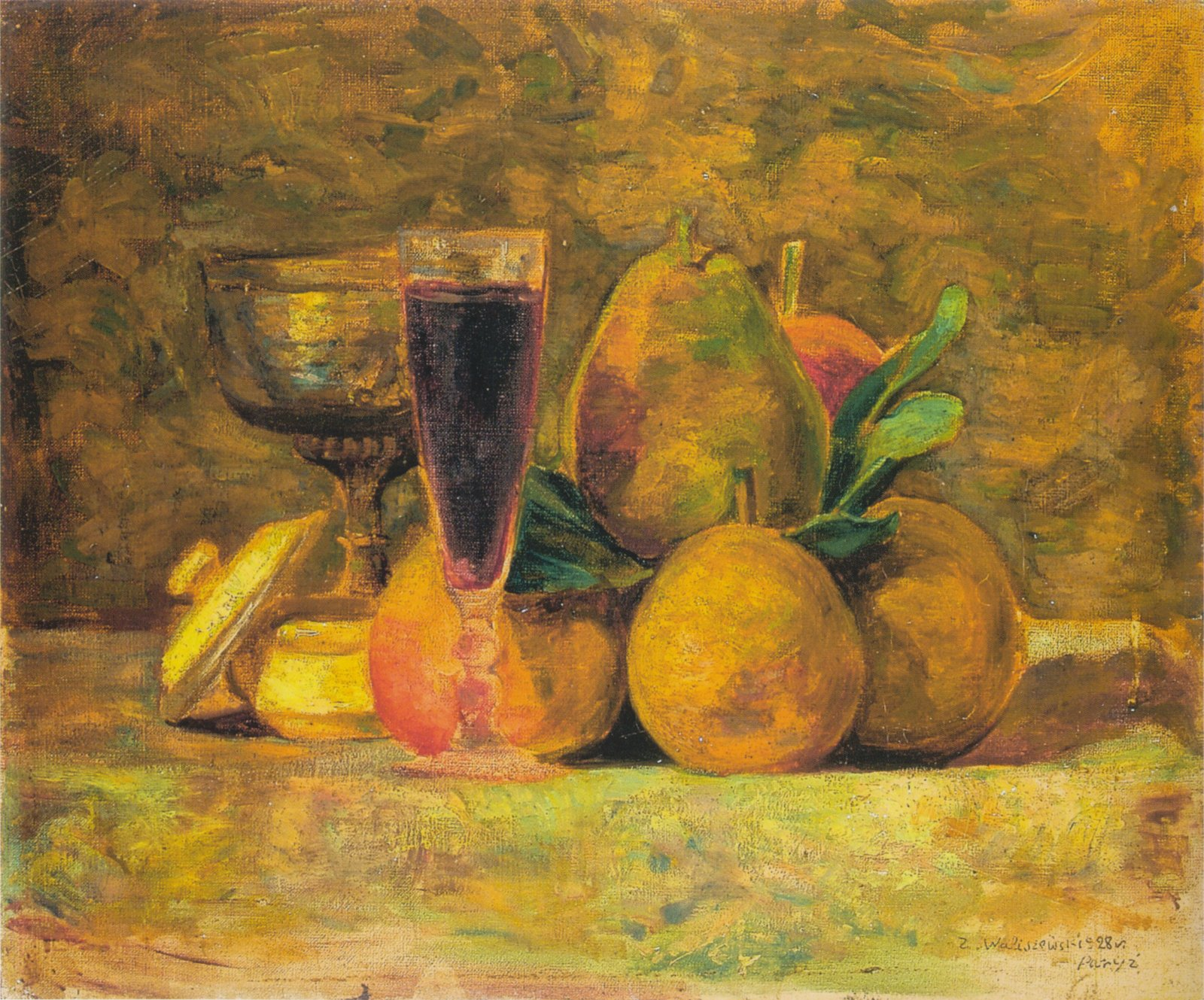
„Natură moartă”, 1928
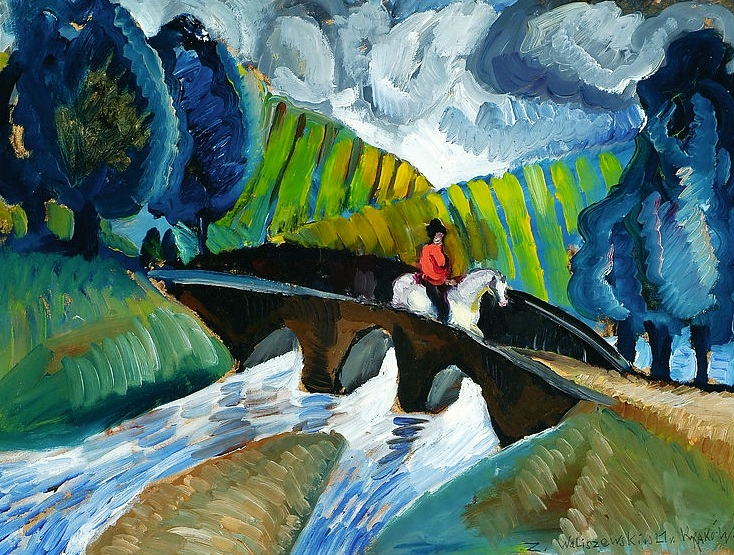
„Râul Amazon”, 1921
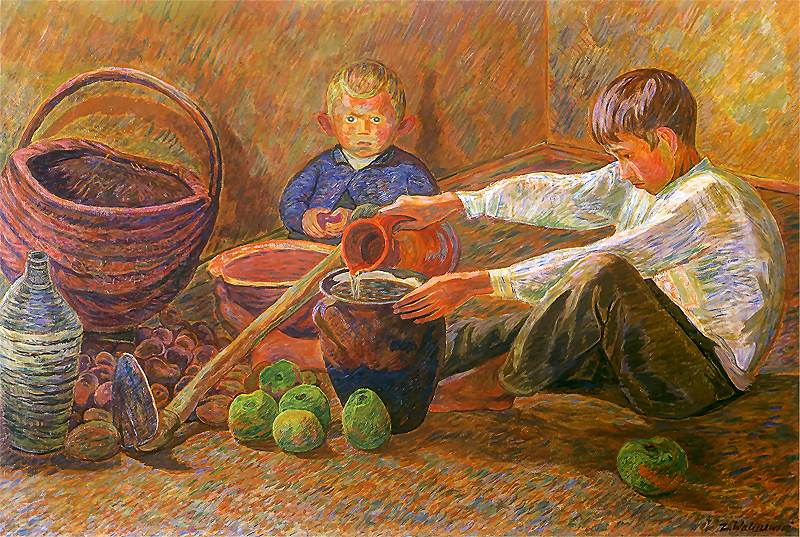
„Copii și natură moartă”, 1935
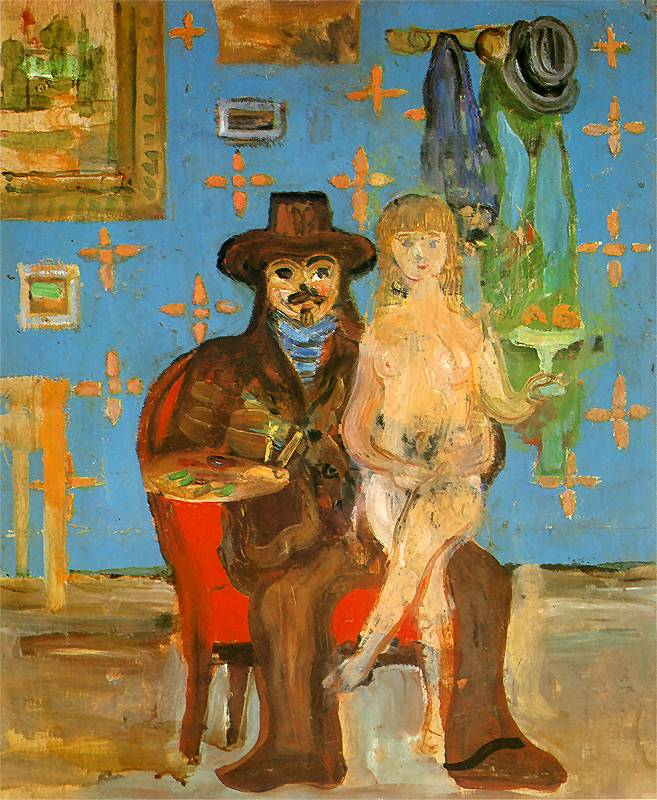
„Artistul cu modelul său”, 1930
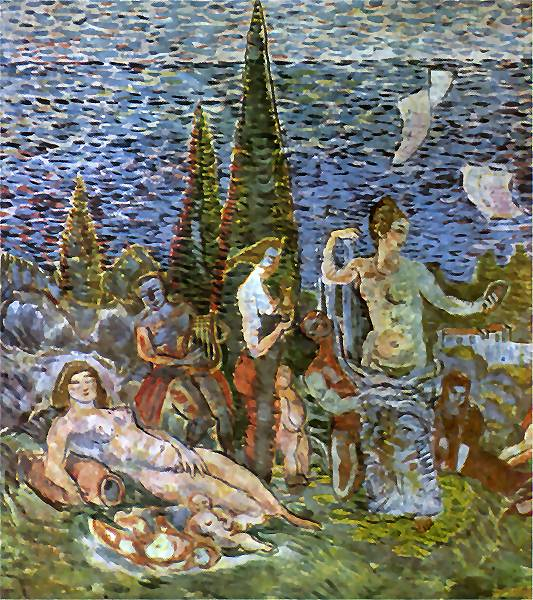
„Venus”, 1921
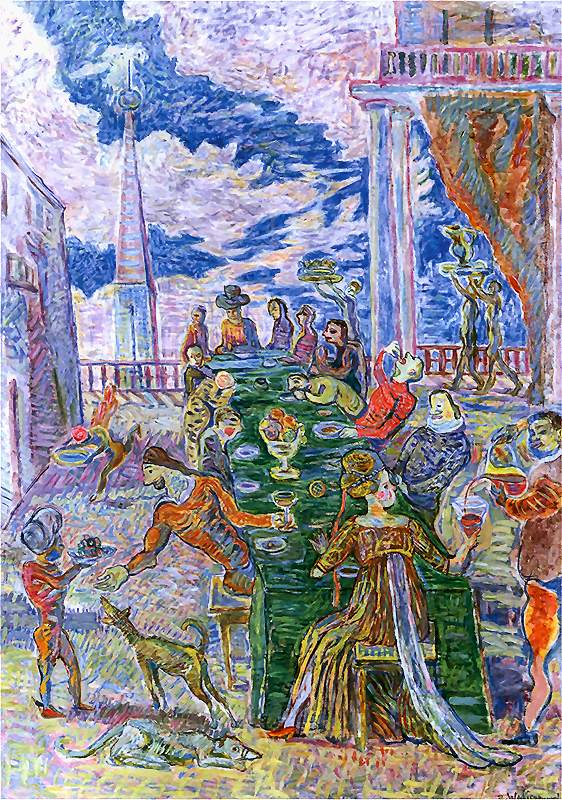
„Banchet”, 1933